# نيكولا شينوفيتش
نيكولا شينوفيتش (بالصربية: Никола Шаиновић )‏ (و. 1948  م) هو سياسي صربي، ولد في بور، كان رئيس وزراء صربيا منذ 10 فبراير 1993 وحتى 18 مارس 1994.

## مناصب
تولى منصب رئيس وزراء صربيا (10 فبراير 1993–18 مارس 1994)
- نائب رئيس وزراء صربيا  [لغات أخرى]‏ (23 ديسمبر 1991–10 فبراير 1993)
- وزير الطاقة والتعدين ‏ (11 فبراير 1991–10 فبراير 1993)

.

## التعليم
تعلم في Faculty of Chemistry and Chemical Technology ‏، وتحصل منها على ماجستير ‏ (حتى 1977)، وتعلم في Univerzitet u Beogradu. Tehnički fakultet u Boru ‏، وتحصل منها على مهندس (حتى 1973)
.
| المناصب السياسية      | المناصب السياسية                                       | المناصب السياسية       |
| --------------------- | ------------------------------------------------------ | ---------------------- |
| سبقه Radoman Božović ‏ | رئيس وزراء صربيا 10 فبراير 1993 - 18 مارس 1994         | تبعه ميركو ماريانوفيتش |
| سبقه                  | نائب رئيس وزراء صربيا ‏ 23 ديسمبر 1991 - 10 فبراير 1993 | تبعه                   |
| سبقه                  | وزير الطاقة والتعدين ‏ 11 فبراير 1991 - 10 فبراير 1993  | تبعه                   |